# Tirreno-Adriatico 2006
De Tirreno-Adriatico 2006 was een wielerwedstrijd die van 8 tot en met 14 maart 2006 werd gehouden in Italië. De wedstrijd werd gewonnen door Thomas Dekker. Dit was zijn eerste ProTour-overwinning. De Duitser Jörg Jaksche werd 2e en Alessandro Ballan vervolledigde het podium.
Naast de 20 ProTour-Teams startten ook de ploegen van Naturino - Sapore di Mare, Acqua e Sapone, Team Barloworld, Ceramica Panaria en Team L.P.R. door middel van een wild-card.
Ronderenners als Ivan Basso en Paolo Savoldelli waren van tevoren aangemerkt als favorieten. Er waren namelijk een tijdrit en een bergetappe in de ronde opgenomen. Titelverdediger was de Spanjaard Óscar Freire.

## Verloop
De eerste twee etappes werden gewonnen door Paolo Bettini. In de 3e etappe raakte Bettini echter betrokken bij een valpartij en was hij gedwongen op te geven. De etappe werd uiteindelijk gewonnen door Óscar Freire, die Igor Astarloa en Riccardo Riccò klopte in een massasprint. De vierde etappe werd gewonnen door Thor Hushovd, het was de eerste vlakke sprint in deze editie van de Tirreno-Adriatico. De volgende dag stond de tijdrit op het programma. Fabian Cancellara won, maar Thomas Dekker werd derde en dat was genoeg om de leiderstrui over te nemen. Vanwege het slechte weer werd de etappe die eigenlijk naar de top van de Monti della Laga had moeten leiden in een licht heuvelachtige etappe. Leonardo Bertagnolli demarreerde in de slotfase en bleef het aanstormende peloton net voor. Thomas Dekker behield de leiding in het algemeen klassement en gaf die ook in de laatste rit niet meer weg. De rit werd gewonnen door Alessandro Petacchi, maar Dekker was de eindwinnaar en volgde daarmee zijn ploeggenoot Óscar Freire op.
Hij was de derde Nederlandse winnaar, nadat eerder al Joop Zoetemelk en Erik Dekker de ronde op hun naam hadden gebracht.

## Etappe-overzicht
| etappe | datum    | start                    | eindstreep               | afstand   | winnaar              | land        |
| ------ | -------- | ------------------------ | ------------------------ | --------- | -------------------- | ----------- |
| 1e     | 8 maart  | Tivoli                   | Tivoli                   | 167 km    | Paolo Bettini        | Italië      |
| 2e     | 9 maart  | Tivoli                   | Frascati                 | 171 km    | Paolo Bettini        | Italië      |
| 3e     | 10 maart | Avezzano                 | Paglieta                 | 183 km    | Óscar Freire         | Spanje      |
| 4e     | 11 maart | Paglieta                 | Civitanova Marche        | 219 km    | Thor Hushovd         | Noorwegen   |
| 5e     | 12 maart | Servigliano              | Servigliano              | 20 km (t) | Fabian Cancellara    | Zwitserland |
| 6e     | 13 maart | San Benedetto del Tronto | San Giacomo              | 164 km    | Leonardo Bertagnolli | Italië      |
| 7e     | 14 maart | Campli                   | San Benedetto del Tronto | 166 km    | Alessandro Petacchi  | Italië      |

## Etappe-uitslagen

### Eerste etappe
| rang | renner            | land      | tijd       |
| ---- | ----------------- | --------- | ---------- |
| 1    | Paolo Bettini     | Italië    | 4h 08' 55" |
| 2    | Erik Zabel        | Duitsland | + 0' 00"   |
| 3    | Thor Hushovd      | Noorwegen | + 0' 00"   |
| 4    | Mychajlo Chalilov | Oekraïne  | + 0' 00"   |
| 5    | Davide Rebellin   | Italië    | + 0' 00"   |
| 6    | Stefano Garzelli  | Italië    | + 0' 00"   |
| 7    | Alessandro Ballan | Italië    | + 0' 00"   |
| 8    | Luca Mazzanti     | Italië    | + 0' 00"   |
| 9    | Riccardo Riccò    | Italië    | + 0' 00"   |
| 10   | Óscar Freire      | Spanje    | + 0' 00"   |

### Tweede etappe
| rang | renner              | land      | tijd       |
| ---- | ------------------- | --------- | ---------- |
| 1    | Paolo Bettini       | Italië    | 4h 03' 19" |
| 2    | Erik Zabel          | Duitsland | + 0' 00"   |
| 3    | Mychajlo Chalilov   | Oekraïne  | + 0' 00"   |
| 4    | Alessandro Ballan   | Italië    | + 0' 00"   |
| 5    | Thor Hushovd        | Noorwegen | + 0' 00"   |
| 6    | Rinaldo Nocentini   | Italië    | + 0' 00"   |
| 7    | Óscar Freire        | Spanje    | + 0' 00"   |
| 8    | Luca Ascani         | Italië    | + 0' 00"   |
| 9    | Davide Rebellin     | Italië    | + 0' 00"   |
| 10   | Christophe Le Mével | Frankrijk | + 0' 00"   |

### Derde etappe
| rang | renner               | land      | tijd       |
| ---- | -------------------- | --------- | ---------- |
| 1    | Óscar Freire         | Spanje    | 4h 27' 22" |
| 2    | Igor Astarloa        | Spanje    | + 0' 00"   |
| 3    | Riccardo Riccò       | Italië    | + 0' 00"   |
| 4    | Rinaldo Nocentini    | Italië    | + 0' 00"   |
| 5    | Alessandro Ballan    | Italië    | + 0' 00"   |
| 6    | Alessandro Petacchi  | Italië    | + 0' 00"   |
| 7    | Davide Rebellin      | Italië    | + 0' 00"   |
| 8    | Luca Mazzanti        | Italië    | + 0' 00"   |
| 9    | Thomas Dekker        | Nederland | + 0' 00"   |
| 10   | Massimiliano Gentili | Italië    | + 0' 00"   |

### Vierde etappe
| rang | renner              | land             | tijd       |
| ---- | ------------------- | ---------------- | ---------- |
| 1    | Thor Hushovd        | Noorwegen        | 5h 21' 13" |
| 2    | Alessandro Petacchi | Italië           | + 0' 00"   |
| 3    | Óscar Freire        | Spanje           | + 0' 00"   |
| 4    | Filippo Pozzato     | Italië           | + 0' 00"   |
| 5    | George Hincapie     | Verenigde Staten | + 0' 00"   |
| 6    | Mychajlo Chalilov   | Oekraïne         | + 0' 00"   |
| 7    | Lorenzo Bernucci    | Italië           | + 0' 00"   |
| 8    | Maximiliano Richeze | Argentinië       | + 0' 00"   |
| 9    | Alessandro Ballan   | Italië           | + 0' 00"   |
| 10   | Grégory Rast        | Zwitserland      | + 0' 00"   |

### Vijfde etappe
| rang | renner            | land             | tijd     |
| ---- | ----------------- | ---------------- | -------- |
| 1    | Fabian Cancellara | Zwitserland      | 27' 26"  |
| 2    | Leif Hoste        | België           | + 0' 03" |
| 3    | Thomas Dekker     | Nederland        | + 0' 18" |
| 4    | Jörg Jaksche      | Duitsland        | + 0' 32" |
| 5    | Alessandro Ballan | Italië           | + 0' 38" |
| 6    | Serhij Matvjejev  | Oekraïne         | + 0' 39" |
| 7    | Franco Pellizotti | Italië           | + 0' 42" |
| 8    | Ivan Basso        | Italië           | + 0' 44" |
| 9    | Paolo Savoldelli  | Italië           | + 0' 49" |
| 10   | Tom Danielson     | Verenigde Staten | + 0' 56" |

### Zesde etappe
| rang | renner               | land      | tijd       |
| ---- | -------------------- | --------- | ---------- |
| 1    | Leonardo Bertagnolli | Italië    | 4h 40' 40" |
| 2    | Alessandro Petacchi  | Italië    | + 0' 00"   |
| 3    | Riccardo Riccò       | Italië    | + 0' 00"   |
| 4    | Filippo Pozzato      | Italië    | + 0' 00"   |
| 5    | Igor Astarloa        | Spanje    | + 0' 00"   |
| 6    | Rinaldo Nocentini    | Italië    | + 0' 00"   |
| 7    | Mychajlo Chalilov    | Oekraïne  | + 0' 00"   |
| 8    | Davide Rebellin      | Italië    | + 0' 00"   |
| 9    | Pedro Arreitunandia  | Spanje    | + 0' 00"   |
| 10   | Thor Hushovd         | Noorwegen | + 0' 00"   |

### Zevende etappe
| rang | renner              | land      | tijd       |
| ---- | ------------------- | --------- | ---------- |
| 1    | Alessandro Petacchi | Italië    | 4h 22' 50" |
| 2    | Robbie McEwen       | Australië | + 0' 00"   |
| 3    | Paride Grillo       | Italië    | + 0' 00"   |
| 4    | Thor Hushovd        | Noorwegen | + 0' 00"   |
| 5    | Erik Zabel          | Duitsland | + 0' 00"   |
| 6    | Steven de Jongh     | Nederland | + 0' 00"   |
| 7    | Mychajlo Chalilov   | Oekraïne  | + 0' 00"   |
| 8    | Jimmy Casper        | Frankrijk | + 0' 00"   |
| 9    | Uroš Murn           | Slovenië  | + 0' 00"   |
| 10   | Murilo Fischer      | Brazilië  | + 0' 00"   |

## Algemeen klassement
| rang | renner               | land             | tijd     |
| ---- | -------------------- | ---------------- | -------- |
| 1    | Thomas Dekker        | Nederland        |          |
| 2    | Jörg Jaksche         | Duitsland        | + 0' 14" |
| 3    | Alessandro Ballan    | Italië           | + 0' 20" |
| 4    | Paolo Savoldelli     | Italië           | + 0' 40" |
| 5    | Michael Boogerd      | Nederland        | + 0' 46" |
| 6    | Leonardo Bertagnolli | Italië           | + 0' 54" |
| 7    | Ivan Basso           | Italië           | + 0' 54" |
| 8    | George Hincapie      | Verenigde Staten | + 0' 56" |
| 9    | Karsten Kroon        | Nederland        | + 0' 58" |
| 10   | Tom Danielson        | Verenigde Staten | + 0' 59" |

1966 · 1967 · 1968 · 1969 · 1970 · 1971 · 1972 · 1973 · 1974 · 1975 · 1976 · 1977 · 1978 · 1979 · 1980 · 1981 · 1982 · 1983 · 1984 · 1985 · 1986 · 1987 · 1988 · 1989 · 1990 · 1991 · 1992 · 1993 · 1994 · 1995 · 1996 · 1997 · 1998 · 1999 · 2000 · 2001 · 2002 · 2003 · 2004 · 2005 · 2006 · 2007 · 2008 · 2009 · 2010 · 2011 · 2012 · 2013 · 2014 · 2015 · 2016 · 2017 · 2018 · 2019 · 2020 · 2021 · 2022 · 2023 · 2024· 2025
 Parijs-Nice · 
 Tirreno-Adriatico · 
 Milaan-San Remo · 
 Ronde van Vlaanderen · 
 Gent-Wevelgem · 
 Ronde van het Baskenland · 
 Parijs-Roubaix · 
 Amstel Gold Race · 
 Waalse Pijl · 
 Luik-Bastenaken-Luik · 
 Ronde van Romandië · 
 Ronde van Catalonië · 
 Ronde van Italië · 
 Critérium du Dauphiné Libéré · 
 Ronde van Zwitserland · 
 Ploegentijdrit Eindhoven · 
 Ronde van Frankrijk · 
 Vattenfall Cyclassics · 
 Ronde van Duitsland · 
 Clásica San Sebastián · 
  ENECO Tour · 
 Ronde van Spanje · 
 GP Ouest-France-Plouay · 
 Ronde van Polen · 
 Kampioenschap van Zürich · 
 Parijs-Tours · 
 Ronde van Lombardije